# 야 알리 (미사일)
야 알리는 이란의 순항미사일이다.

## 역사
사거리 700 km, 탄두중량 200 kg이다. 이란이 보유한 가장 작은 순항미사일이다.
이란은 야알리 순항미사일을 전투기에서 발사할 수 있다고 발표했다.
2014년 5월 11일, 야알리 미사일이 최초로 외부에 알려졌다.
2019년 후티 반군이 야알리 순항미사일로 사우디아라비아 공항을 공격했다. 2019년 6월 12일, 예멘 후티 반군이 운영하는 알마시라 TV는 이날 이른 오전(현지시간) 후티 반군이 사우디아라비아 남부 아바 공항을 순항미사일(크루즈미사일)로 공격했다고 밝혔다. 사우디아라비아는 이 공격으로 26명이 부상했다고 말했다.

## 같이 보기
- 2019년 아브카이크 쿠라이스 공격